# فرودگاه منطقه‌ای بلفاونتن
فرودگاه منطقه‌ای بلفاونتن (به انگلیسی: Bellefontaine Regional Airport) یک فرودگاه همگانی بهره‌برداری هوایی است که یک باند فرود آسفالت دارد و طول باند آن ۱۵۲۴ متر است. این فرودگاه در کشور ایالات متحده آمریکا قرار دارد و در ارتفاع ۳۴۲ متری از سطح دریا واقع شده‌است.